# Mameto Nilta
Nilta Dias da Conceição (Cachoeira, ? - 7 de maio de 2012), mais conhecida como Mameto Nilta ou Mãe Nilta, foi uma Ekedí brasileira (sacerdotisa de religião afro-brasileira) do Terreiro Inzo Nkosi Mucumbe Dendezeiro de Candomblé, de Nação Angola, situado na cidade de Cachoeira, Bahia (terreiro que ela mesma fundou). O que significa que era a "zeladora dos orixás", escolhida por eles mesmos. Seu nome espiritual era Mametu Ria Nkisi Mucumde.

## Biografia
Nilta Dias da Conceição nasceu em uma família que não aceitava o Candomblé e a contratiou quando seguiu a indicação de seus antepassados espirituais. Por outro lado, casou-se e teve filhos para agradar a família e mostrar-se uma mulher digna e honesta. Mas Ogum já a havia avisado que seu marido "não segurava o tesouro" e que o matrimônio não daria certo. Ele a traía e isso levou à separação. Ela cuidou sozinha dos filhos do casal.
Ela teve diferentes profissões: costureira, bordadeira, florista, charuteira (trabalhou Suerdieck fazendo charuto) e enfermeira. Cuidou de seus pacientes do Hospital de São Félix com zelo e dedicação.

## Religião
Quando tinha 12 anos, Mameto Nilta foi iniciada para o Inkisse Hoximucumbe em 1945, na localidade de Sapé, por Manuel Eusébio, mais conhecido como Benáu. No ano de 1960, fundou o Terreiro Inzo Incossi Mukumbi Dendezeiro.
A Zeladora dessa casa de Nação Angola se diz agradecida a Zambi (Deus supremo) por ter lhe dado o inkisse Hoxi (Ogum), o orixá dono de sua cabeça e o juntó, Cavungo.
Dedicou-se 52 à religião. Ao longo de sete anos, diversos pacientes foram tratados por ela também no terreiro, já que ficavam lá hospedados por virem de muito longe para o tratamento.
| “              | No candomblé, os deuses, os orixás, os inquices, erês e Caboclos são dedicados tanto aos homens quanto às mulheres e, muito embora as forças mediúnicas sejam idênticas, ela sente que as mulheres se dedicam mais a cultuar seus santos. | ” |
| — Mameto Nilta | |   |

Estava muito doente no início de 2012, vindo a falecer em 7 de maio de 2012. Com o falecimento da Mameto Nilta, o terreiro foi passado para seu filho Estelito Reis Conceição Costa. Ela mesma havia dito que esperava
| “              | que o terreiro continue por todo o tempo de existência dos seus descendentes de candomblé, porque é um terreiro de mãe para filhos; de filhos para netos, bisnetos e todos que forem pertencendo a sua geração. | ” |
| — Mameto Nilta | |   |

## Reconhecimento
Em 2009, foi homenageada pela Câmara Municipal de Cachoeira por sua atuação pelos direitos religiosos e pela cultura negra da cidade.
O Instituto do Patrimônio Artístico e Cultural da Bahia (IPAC) menciona seu nome quando "presta justa homenagem às personalidades importantes, líderes religiosos dos terreiros, que já se foram", no encerramento da apresentação da publicação "Terreiros de Candomblé de Cachoeira e São Félix".